# Ascovirus
Ascovirus ist eine Gattung von Viren aus der Familie Ascoviridae mit doppelsträngiger DNA (dsDNA). Mit Stand 4. April 2024 hat diese Gattung drei Arten.
Die ehemalige Typusart des Ascovirus ist Ascovirus sfav1a mit Spodoptera frugiperda ascovirus 1a (SfAV-1a), das den Eulenfalter Spodoptera frugiperda (englisch fall armyworm) infiziert.

## Aufbau

Schemazeichnung eines Virusteilchens der Gattung Ascovirus

Die Viruspartikel (Virionen) haben eine Hülle und einem Kern. Es gibt eine innere Lipidmembran, die mit dem inneren Teil verbunden ist.
Das Kapsid ist umhüllt und hat einen Durchmesser von 130 nm und eine Länge von 200 bis 240 nm. Virionen sind bazillenförmig, eiförmig (ovoid) und würstchenförmig (allantoid).

## Genom

Genom von Spodoptera frugiperda ascovirus 1a (SfAV-1a, Ascovirus sfav1a)

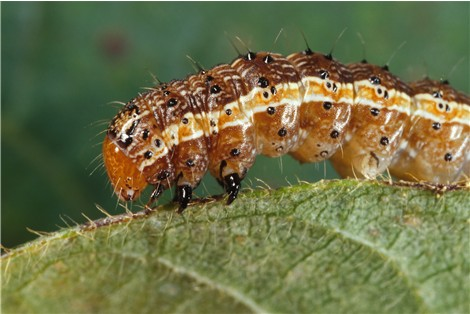
Larve von Spodoptera frugiperda

Das Genom ist unsegmentiert und enthält ein einzelnes Molekül ringförmiger doppelsträngiger DNA. Das Genom hat einen GC-Gehalt von 42–60 %.
- Das Genom von Spodoptera frugiperda ascovirus 1a  (SfAV-1a) wurde sequenziert. Es hat eine Länge von 156.922 bp und kodiert mutmaßlich 123 offene Leserahmen (englisch open reading frames, ORFs). Der GC-Gehalt beträgt hier 49,2 %. Zu den kodierten Proteinen gehören eine Caspase, ein Cathepsin B, mehrere Kinasen, E3-Ubiquitin-Ligasen, eine Fettsäure-Elongase, eine Sphingomyelinase, eine Phosphat-Acyltransferase und eine patatinähnliche Phospholipase (englisch patatin-like phospholipase).[8]

## Übertragung und Vermehrungszyklus
Die Viren der Gattung Ascovirus infizieren unreife Stadien von Schmetterlingen (Insektenordnung Lepidoptera), in denen sie eine chronische, tödliche Krankheit verursachen.
Sie werden von endoparasitischen Wespen übertragen und der Wirt entwickelt eine einzigartige Zytopathologie, die der Apoptose ähnelt.
Die Infektion der Zelle bewirkt eine Apoptose und ist bei einigen Arten mit der Synthese einer viruskodierten „Henker-Caspase“ (englisch executioner caspase) und mehrerer lipid-metabolisierender Enzyme verbunden.
Nach der Infektion wird die DNA der Wirtszelle abgebaut, die Kernfragmente und die Zelle spalten sich dann in große Vesikel, die die Virionen enthalten.
Die Synthese der Virus-Proteine führt dazu, dass Apoptose-Körper in große Vesikel umgewandelt werden, in denen sich die Virionen immer mehr ansammeln. Bei infizierten Larven beginnen sich 48 bis 72 Stunden nach der Infektion Millionen dieser Virion-haltigen Vesikel aus dem infizierten Gewebe in die Hämolymphe zu verteilen, wodurch diese milchig weiß wird, was ein Merkmal dieser Krankheit ist.

## Systematik

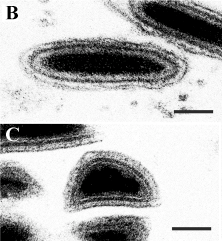
B und C: Ultradünnschnitte durch Virionen von SfAV-1a (längs bzw. quer).

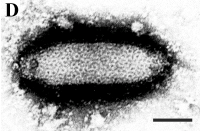
Negativ gefärbtes Präparat eine Virions von SfAV-1a; Balken 50 nm.

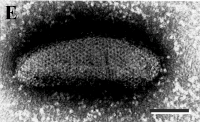
Negativ gefärbtes Präparat eine Virions von TnAV-2a; Balken 50 nm.

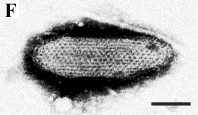
Negativ gefärbtes Präparat eine Virions von HvAV-3a; Balken 50 nm.

Ascoviren entwickelten sich möglicherweise aus Iridoviren (Familie Iridoviridae), die auch Schmetterlingslarven befallen und wahrscheinlich die evolutionäre Quelle von Ichnoviren (Gattung Ichnovirus der augenscheinlich polyphyletischen Familie Polydnaviridae) sind.
Die innere Systematik der Gattung Ascovirus ist mit Stand Februar 2019 nach ICTV wie folgt:
Familie Ascoviridae
- Gattung Ascovirus
  - SpeziesAscovirus hvav3a (HvV, HvAV) mit[10][11]
    - Subtyp Heliothis virescens ascovirus 3a (HvAV-3a, Referenz oder „Exemplar“)
    - Subtyp Heliothis virescens ascovirus 3b (HvAV-3b)
    - Subtyp Heliothis virescens ascovirus 3c (HvAV-3c)[6]
    - Subtyp Heliothis virescens ascovirus 3e (HvAV-3e, Asgari et al., 2007, Sequenzierung)[5]
    - Subtyp Heliothis virescens ascovirus 3f (HvAV-3f, Wei et al., 2014, Sequenzierung)[5]
    - Subtyp Heliothis virescens ascovirus 3g (HvAV-3g, Huang et al., 2012, Sequenzierung)[5]

  - Spezies Ascovirus sfav1a (ehem. Typusspezies) mit
    - Spodoptera frugiperda ascovirus 1a (SfV, SfAV-1a und SfAV-1b; Bideshi et al., 2006, Sequenzierung)[10]

  - Spezies Ascovirus tnav2a mit
    - Trichoplusia ni ascovirus 2a (alias Trichoplusia ni ascovirus, TnV oder TnAV-2a, inkl. TnAV-6a[A. 1], veraltet 2c, Wang et al., 2006, Sequenzierung)[10][5]

Weitere Kandidaten sind:
- Spezies „Heliothis virescens ascovirus 3i“ (HvAV-3i)
- Spezies „Spodoptera exigua ascovirus 5a“
- Spezies „Spodoptera frugiperda ascovirus 1c“ (SfAv-1c)
- Spezies „Spodoptera frugiperda ascovirus 1d“ (SfAv-1d)
- Spezies „Trichoplusia ni ascovirus 2b“ (TnAV-2b)
- Spezies „Trichoplusia ni ascovirus 2c“ (TnAV-2c)
- Spezies „Trichoplusia ni ascovirus 2d“ (TnAV-2d)
- Spezies „Trichoplusia ni ascovirus 6b“ (TnAV-6b)

Die Spezies Diadromus pulchellus ascovirus 4a (DpV bzw. DpAV-4a) (ICTV: Bigot et al., 2009, Sequenzierung) mit einer Genomlänge von 186.262 bp und voraussichtlich kodierten 180 Proteinen wurde vom ICTV inzwischen als Diadromus pulchellus toursvirus 4a (DpTV-4a) in die innerhalb der Virusfamilie neu errichtete Gattung Toursvirus gestellt, die somit eine Schwestergattung von Ascovirus darstellt – möglicherweise müssen weitere früher gefundene aufgeführten Kandidaten ebenfalls in diese neue Gattung gestellt werden.
Eventuell könnten zu dieser abgetrennten Gattung Toursvirus gehören:
- Spezies „Helicoverpa-armigera-Ascovirus 7a“ (HaAV-7a)
- Spezies „Helicoverpa-punctigera-Ascovirus 8a“ (HpAV-8a)
- Spezies „Spodoptera-exigua-Ascovirus 5a“ (SeAV-5a)
- Spezies „Spodoptera-exigua-Ascovirus 6a“ (SeAV-6a)

## Phylogenie
Für die genauen Verwandtschaftsbeziehungen innerhalb der Gattung Ascovirusschlägt das ICTV folgendes Kladogramm vor:
|  | \| \| HvAV-3g \| \| \| \| \| \| SfAV-1a \| \| \| \| |
|  |                                                     |
|  | TnAV-6a                                             |
|  |                                                     |
|  | HvAV-3g                                             |
|  |                                                     |
|  | SfAV-1a                                             |
|  |                                                     |

|  | HvAV-3g |
|  |         |
|  | SfAV-1a |
|  |         |